# Альфред Йодль
Альфред Йозеф Фердинанд Йодль (нім. Alfred Josef Ferdinand Jodl; *10 травня 1890, Вюрцбург — †16 жовтня 1946, Нюрнберг) — німецький воєначальник часів Третього Рейху, генерал-полковник (1944) Вермахту. Кавалер Лицарського хреста Залізного хреста з Дубовим листям (1945). За часів Другої світової війни начальник оперативного відділу Верховного головнокомандування збройними силами Німеччини (ОКВ).

## Біографія
Учасник Першої світової війни. Після демобілізації армії залишений служити в рейхсвері. В 1920 році закінчив секретні курси офіцера Генштабу. З 1935 року — начальник відділу оборони країни Військового управління Військового міністерства. При створенні ОКВ 4 лютого 1938 року зберіг свій пост.Коли під час нової реорганізації 1 червня 1938 року був створений Штаб оперативного керівництва ОКВ, його очолив Йодль. З 10 листопада 1938 року — командир 2-ї гірської дивізії. 
23 серпня 1939 року повернувся на стару посаду в ОКВ і залишався на ній до свого арешту союзниками. Спланував і керував проведенням операції «Везерюбунг» (окупація Норвегії). Після нападу на СРСР ОКГ було доручено безпосереднє керівництво операцією, а ОКВ повинне було слідкувати за виконанням директив Гітлера. В 1942 році Йодль був направлений в групу армій «А», після повернення виступив на підтримку дій генерал-фельдмаршала Вільгельма фон Ліста. В цей період серйозно розглядалось питання про заміну Йодля на його посаді Фрідріхом Паулюсом, чому завадила капітуляція останнього під Сталінградом. Відмовився виконувати наказ Гітлера, за яким взяті в полон ворожі парашутисти повинні бути розстріляні. Під час Липневого замаху одержав легкі поранення. З 1 травня 1945 року — виконувач обов'язків начальника ОКВ і, одночасно, начальника Генштабу сухопутних військ. Від імені Німеччини разом із генерал-адміралом Фрідебургом 7 травня 1945 року підписав Акт про капітуляцію Німеччини в Реймсі.
23 травня 1945 року разом з іншими членами уряду Карла Деніца був заарештований. В якості головного обвинуваченого постав перед Міжнародним військовим трибуналом в Нюрнберзі. Був визнаний винним в злочинах проти миру, людяності та воєнних злочинах і засуджений до страти. Повішений.

## Звання
- Фенріх (10 липня 1910)
- Лейтенант (28 жовтня 1912)
- Оберлейтенант (14 січня 1916)
- Ротмістр (28 вересня 1921)
- Гауптман (1923)
- Майор (1 лютого 1931)
- Оберстлейтенант (1 жовтня 1933)
- Оберст (1 серпня 1935)
- Генерал-майор (1 квітня 1939)
- Генерал-лейтенант
- Генерал артилерії (19 липня 1940)
- Генерал-полковник (30 січня 1944)

## Нагороди
- Медаль принца-регента Луїтпольда
- Залізний хрест
  - 2-го класу (20 листопада 1914)
  - 1-го класу (3 травня 1918)
- Орден «За заслуги» (Баварія) 4-го класу з мечами
- Хрест «За військові заслуги» (Австро-Угорщина) 3-го класу з мечами
- Нагрудний знак «За поранення» в чорному
- Німецький імперський спортивний знак
- Почесний хрест ветерана війни з мечами
- Медаль «За вислугу років у Вермахті» 4-го, 3-го, 2-го і 1-го класу (25 років)
- Медаль «У пам'ять 13 березня 1938 року»
- Медаль «У пам'ять 1 жовтня 1938»
- Застібка до Залізного хреста 2-го і 1-го класу
- Золотий партійний знак НСДАП
- Орден Хреста Свободи 1-го класу із зіркою і мечами (Фінляндія) (25 березня 1942)
- Орден Михая Хороброго 3-го і 2-го класу (Румунія) (23 грудня 1943) — отримав 2 нагороди одночасно.
- Нагрудний знак «За поранення 20 липня 1944» в чорному
- Лицарський хрест Залізного хреста з дубовим листям
  - Лицарський хрест (6 травня 1945)
  - Дубове листя (№865; 10 травня 1945) — 881-й нагороджений.

## Відео
- Statement of Nuremberg defendant Alfred Jodl (Aug. 31, 1946) (Trial Day 216) [Архівовано 28 вересня 2015 у Wayback Machine.]